# Граф M22
Граф M22, называемый также графом Меснера, это единственный сильно регулярный граф с параметрами (77, 16, 0, 4). Граф строится из системы Штейнера (3, 6, 22), принимая его 77 блоков в качестве вершин и соединяя две вершины тогда и только тогда, когда они не имеют общих элементов. Граф можно получить также удалением вершины и её соседей из графа Хигмана — Симса.
Граф является одним из семи известных строго регулярных графов без треугольников. Его спектр равен {\displaystyle (-6)^{21}2^{55}16^{1}}, а его группой автоморфизмов служит группа Матьё M22.